# Life Without Principle
Life Without Principle (Duo ming jin) è un film del 2011 diretto da Johnnie To.